# Оуэнс (тауншип, Миннесота)
Оуэнс (англ. Owens) — тауншип в округе Сент-Луис, Миннесота, США. На 2000 год его население составило 270 человек.

## География
По данным Бюро переписи населения США площадь тауншипа составляет 76,4 км², из которых 76,4 км² занимает суша, a вода составляет 0,03 %.

## Демография
По данным переписи населения 2000 года здесь находились 270 человек, 111 домохозяйств. Плотность населения —  3,5 чел./км².  На территории тауншипа расположено 134 постройки со средней плотностью 1,8 построек на один квадратный километр. Расовый состав тауншипа: 96,30 % белых, 2,96 % коренных американцев и 0,74 % приходится на две или более других рас.
Из 111 домохозяйств в 27,0 % воспитывались дети до 18 лет, в 64,9 % проживали супружеские пары, в 6,3 % проживали незамужние женщины и в 27,0 % домохозяйств проживали несемейные люди. 22,5 % домохозяйств состояли из одного человека, при том 5,4 % из — одиноких пожилых людей старше 65 лет. Средний размер домохозяйства — 2,43, а семьи — 2,81 человека.
21,1 % населения — младше 18 лет, 8,9 % — в возрасте от 18 до 24 лет, 21,1 % — от 25 до 44, 34,4 % — от 45 до 64, и 14,4 % — старше 65 лет. Средний возраст — 44 года. На каждые 100 женщин приходилось 101,5 мужчин.  На каждые 100 женщин старше 18 приходилось 102,9 мужчин.
Средний годовой доход домохозяйства составлял 40 208 долларов, а средний годовой доход семьи —  40 625 долларов. Средний доход мужчин —  35 000  долларов, в то время как у женщин — 23 750. Доход на душу населения составил 15 892 доллара. За чертой бедности находились 13,5 % семей и 13,1 % всего населения тауншипа, из которых 26,5 % младше 18 лет.